# 6927 Tonegawa
A 6927 Tonegawa (ideiglenes jelöléssel 1994 TE1) a Naprendszer kisbolygóövében található aszteroida. Endate Kin és Vatanabe Kazuró fedezte fel 1994. október 2-án.